# Barrio la Joya, Querétaro Arteaga
Barrio la Joya är en ort i Mexiko.   Den ligger i kommunen Amealco de Bonfil och delstaten Querétaro Arteaga, i den sydöstra delen av landet, 140 km nordväst om huvudstaden Mexico City. Barrio la Joya ligger 2 666 meter över havet och antalet invånare är 162.
Terrängen runt Barrio la Joya är huvudsakligen kuperad, men åt nordväst är den platt. Barrio la Joya ligger uppe på en höjd. Runt Barrio la Joya är det ganska tätbefolkat, med 78 invånare per kvadratkilometer. Närmaste större samhälle är Amealco, 4,1 km nordost om Barrio la Joya. I omgivningarna runt Barrio la Joya växer huvudsakligen savannskog.